# Кёртли, Вирджиния
Вирджиния Кёртли (англ. Virginia Kirtley; настоящее имя Вирджиния Саффелл (англ. Virginia Saffell); 11 ноября 1888, Боулинг-Грин (штат Миссури) — 19 августа 1956, Лос-Анджелес (штат Калифорния)) — американская актриса эпохи немого кино. За исключением одного фильма снималась в 1913—1918 годах, за свою карьеру участвовала более чем в полсотне фильмов.
В качестве псевдонима использовала девичью фамилию матери.
Как многие актёры того времени, часто меняла студии. В 1913—1914 годах работала на Keystone Studios, в частности, снявшись в дебютном фильме Чарли Чаплина Зарабатывая на жизнь. Также работала на IMP Company, American Company, Selig Polyscope Company и др.
В 1918 году перестала сниматься в вино, однако после смерти мужа — актёра Эдди Лайонса — в 1926 году, попыталась вернуться, снявшись в фильме The Midnight Adventure, однако безуспешно.

## Семья
В 1916 году вышла замуж за актёра Эдди Лайонса. Их дочь Фрэнсис также стала актрисой. В 1927 году (после смерти первого мужа) вышла замуж за актёра Эдди Фетерстона.

## Избранная фильмография
- 1913 — Любовь и мусор
- 1914 — Флирт по ошибке
- 1914 — Зарабатывая на жизнь — дочь
- 1914 — Джонни в кино — камео
- 1917 — Who Shall Take My Life?
- 1927 — The Midnight Adventure